# Jacques Doucet (Maler)
Jacques Doucet  (* 9. April 1924 in Boulogne-Billancourt; † 13. März 1994 in Paris) war ein französischer Maler.

## Leben und Werk
Jacques Doucet schrieb und zeichnete  schon früh humorvolle Szenen. Er reiste 1941 nach Saint-Benoît-sur-Loire und besuchte den Dichter und Maler Max Jacob, der ihn zum Zeichnen und Malen ermutigte. Die beiden Männer freunden sich an. Während des Zweiten Weltkriegs wurde Doucet als politischer Gefangener interniert. Zu Ende des Krieges nahm er ein Studium am Montparnasse auf.
1947 lernte er in Budapest Corneille kennen, der ihn in die Experimentele Groep in Holland einführte. Doucet zeichnete das Titelblatt für die zweite Ausgabe der Zeitschrift ‘Reflex’. Gemeinsam mit Jean-Michel Atlan wurde er 1948 Mitglied der Gruppe CoBrA. Jacques Doucets Arbeiten wurden auf beiden großen CoBrA - Ausstellungen (1949 in Amsterdam und 1951 in Liege) gezeigt. Er arbeitete mit vielen verschiedenen Materialien. Nach seiner Zeit bei CoBrA arbeitete er abstrakter. Neben der Malerei entstanden zahlreiche Werke auf Papier: Lithographien, Gouachen, Collagen und Zeichnungen. Zudem entwarf er Vorlagen für Wandteppiche. Doucets Arbeiten wurden in Frankreich, Belgien, Dänemark und den Niederlanden ausgestellt.